# Urmageranalogien
Urmageranalogien (engelsk: Watchmaker analogy, også: The Design Argument) eller det teleologiske gudsargument er et klassisk argument for Guds eksistens, som blandt andet har været anvendt af naturteologen William Paley.

## Argumentet
Oplysningstænkere som Isaac Newton og René Descartes sammenlignede metaforisk Gud med en urmager, som designer og konstruerer et ur, hvorefter mekanikken løber automatisk uden indgriben. Newton og Descartes brugte ikke urmageranalogien som argument for Guds eksistens, men derimod som illustration af den oplysningsantagelse at verden opererer efter faste naturlove, som kan opdages empirisk, og at Gud ikke griber ind i skaberværket for at ændre på dets etablerede fysiske regler.
I den form som William Paley gav analogien i sin Natural Theology, er analogien derimod et argument for Guds eksistens, som tager udgangspunkt i den præmis, at man kan afgøre, om noget er konstrueret ved at studere det. Eftersom mennesker let vil kunne se, at et ur er konstrueret, er argumentet, at man på samme måde kan slutte sig til, at naturen er konstrueret, eftersom også naturen indeholder mange dele, som er afhængige af hinanden og indbyrdes samvirker. Paley ræsonnerer derefter, at hvis noget er konstrueret, må der også være en eller flere konstruktører (skabere), som så kan antages at være en guddom.
I nyere tid er argumentet blevet genfremført af den amerikanske skole af Intelligent Design teologer.

## Kritik
Allerede filosoffen David Hume kritiserede argumentet, og Charles Darwin som var inspireret af William Paley, refererede flere gange til det i sin formulering af princippet om naturlig udvælgelse. Hume påpegede, at da vi ikke har noget erfaringsgrundlag om hvordan verdner opstår, men har stor erfaring med hvordan ure opstår, kan vi ikke vide, om analogien er gyldig. Han argumenterer også for, at selv hvis vi accepterer, at der er en designer, kan vi ikke vide, om denne designer er almægtig eller god, som den kristne teologi antager. Hume påpegede ligeledes, at hvis vi antager, at universet er uendeligt gammelt, er der rigeligt med tid til at komplekse strukturer kan opstå ved tilfældige processer.
Biologer og fysikere i dag anser ikke argumentet for gyldigt, idet der er overvældende evidens for, at komplekse biologiske strukturer kan opstå ved naturlig udvælgelse, og at universet kan opstå alene igennem kendte fysiske kræfter og processer. 
I sin bog The blind Watchmaker fra 1986 kritiserer Richard Dawkins argumentet i urmageranalogien. Han viser, hvordan en proces, der genererer tilfældig variation og samtidig er underlagt grundlæggende restriktioner og en udvælgelsesproces, sagtens kan producere komplekse "designs" uden en designer, ved at små forandringer akkumuleres og de ufunktionsdygtige forandringer sorteres fra. Han påpeger også, at man ved at postulere at komplekse designs er skabt af Gud ikke løser problemet, for en gud, der kan skabe alt må nødvendigvis selv være ekstremt kompleks - og dermed ifølge argumentets logik selv have en designer. 
Dawkins har også i Illusionen om Gud (originaltitel: The God Delusion) fra 2006 argumenteret imod analogien. Han mener, at den ikke kan forklare Universets eller Guds oprindelse, eftersom antagelsen af en Gud, som er i stand til at skabe et spontant opstået univers, er mere usandsynlig end antagelsen af et spontant opstået univers. Desuden argumenterer han med det faktum, at livet ikke er opstået i den komplekse form, det har i dag, men er udviklet langsomt ved evolution og naturlig selektion.
Desuden er argumentet kritiseret for at hvile på en subjektiv vurdering af hvad, der er komplekst og hvad der ikke er komplekst. En tredje kritik er referencerammen. En person i den industrialiserede verden ved, at et ur skabes og sættes sammen af intelligente væsener, og kan derfor drage konklusionen, at et fundet ur må være konstrueret. En fjerde kritik vedrører konklusionen. Urmageranalogiens konklusion er, at verden er skabt af Gud. Hvis verden er skabt af Gud, burde det ses i alt, hvad man end analyserer, det være sig et ur eller et sandkorn. Dog er uret centrum i argumentet.[kilde mangler]
En yderligere kritik argumenterer med at ur-mageri selv er opstået i en process uden en enkelt designer, hvori skiftende generationer af urmagere har forbedret hinandens design. Intet menneske kunne have designet et komplekst ur uden først at være bekendt med den viden, som er akkumuleret af tidligere generationer. På den måde er det en fejl overhovedet at sige, at "urets kompleksitet er skabt af en urmager", snarere er ure skabt af den udviklingsprocess som er foregået fra udviklingen af det første solur til nutidens atomdrevne ure.

## Eksterne kilder og henvisninger
1. ↑  Samuel L. Macey. 2013. Encyclopedia of Time. Routledge, pp.113-115
2. ↑  Paley, William, James Paxton, and John Ware. Natural Theology: Or, Evidences of the Existence and Atttributes of the Deity: Collected from the Appearances of Nature. Lincoln Edmands & Company, 1833.
3. 1 2  A Failed Metaphor for Intelligent Design theatlantic.com Feb 12, 2015, hentet 21. september 2016
4. ↑  Hume, David (1948). "Part II". Dialogues Concerning Natural Religion (with introduction by Norman Kemp Smith udgave). Social Sciences Publishers.
5. ↑  Richard Dawkins (1986). The Blind Watchmaker: Why the Evidence of Evolution Reveals a Universe Without Design. W. W. Norton & Company. s. 43-76. ISBN 978-0-393-31570-7. Hentet 15. september 2012.